# Schistidium brunnescens
Schistidium brunnescens (deutsch Braunes Spalthütchen oder Braunes Rotkäppchenmoos) ist eine Laubmoos-Art aus der Familie Grimmiaceae.

## Beschreibung
Die Pflanzen sind bis 1,7 Zentimeter groß und bilden dichte Polster, die oben braun bis grünoliv, unten braun sind. Der Stämmchenquerschnitt zeigt einen Zentralstrang aus 10 bis 30 Zellen. Die Blätter sind aufrecht-anliegend, länglich, eiförmig oder eiförmig-dreieckig. Die Blattränder sind flach oder teilweise schmal zurückgebogen. Eine Glasspitze ist gewöhnlich nur an den oberen Blättern vorhanden. Die Blattlamina ist im oberen Blattteil unregelmäßig zweizellschichtig. Die Blattzellen sind oben rundlich oder breit-oval, unten verlängert.
Die eiförmige Sporenkapsel ist mehr oder weniger eingesenkt, die gelbe, orange bis braune Urne ist 1,4 bis 1,8 mal so lang wie breit. Die Exothecialzellen (Zellen der Außenschicht der Kapselwand) sind überwiegend verlängert, die Zellwände gebogen und gleichmäßig schwach verdickt. Spaltöffnungen fehlen. Die Peristomzähne sind 220 bis 340 Mikrometer lang und meist stark perforiert. Die glatten oder granulierten Sporen sind 8 bis 10 Mikrometer groß.

## Unterarten
Es gibt zwei Unterarten:
Schistidium brunnescens subsp brunnescens Limpr.: Blattrippe in der Blattmitte 45 bis 60 Mikrometer breit, Querschnitt der Blattrippe im unteren Blattteil mit 4 Zellschichten.
Schistidium brunnescens subsp griseum (Nees & Hornsch.) H.H.Blom: die Pflanzen sind allgemein etwas größer, die Breite der Blattrippe ist 58 bis 90 Mikrometer, der Rippenquerschnitt hat 5 bis 6 Zellschichten.

## Standortansprüche
Schistidium brunnescens wächst an warmen, trockenen, sonnigen Kalk- und basenreichen Silikatfelsen, selten auch auf Süßwassermolasse oder Brekzie. Häufige Begleitmoosarten sind Grimmia tergestina, Schistidium singarense und Tortula muralis.

## Verbreitung
Vorkommen dieser Art gibt es in Mittel- und Südeuropa, im Kaukasus und in der Türkei.